# 普洛药业
普洛药业股份有限公司（简称：普洛药业，深交所：000739）是一家集研究、开发、生产原料药中间体、委託開發製造商（CDMO）、制剂的大型综合性制药企业，是横店集团旗下医药业务产融平台。公司在2020中国医药工业百强位第40位。在上海、杭州设有CDMO研发中心、药物研究院。